# Mojtaba Mirtahmasb
Mojtaba Mirtahmasb (en persa: مجتبی میرطهماسب‎; nacido en 1971) es un cineasta y productor de cine iraní. Codirigió Esto no es una película (2011) con Jafar Panahi.

## Vida
Mirtahmasb nació en Kerman, Irán en 1971. Desde 1992 hasta 1995 asistió a la Universidad de Arte "Mojtame'-e Daneshgahiyeh Honar" en Teherán, donde estudió artes visuales y artesanías. En la escuela estaba principalmente interesado en los rituales y ceremonias chiitas, pero también estudió fotografía y cine.
Después de licenciarse, Mirtahmasb dirigió nueve documentales para el Islamic Art and Material Culture of Iranian Shiism en 1996 y 1997. Los temas de estas películas incluían la fabricación de calicó, el arte del vidriado, el trabajo del esmalte, la azulejería islámica y la costura islámica. Durante este período también dirigió tres videos cortos durante su servicio militar llamados The Story of Khoramshahr, Motherland y Stars. Ha trabajado con los directores de cine iraníes Kambozia Partovi, Mohsen Makhmalbaf y el cineasta afgano Siddiq Barmak.
En el otoño de 2011, Mirtahmasb y otros cinco cineastas iraníes fueron arrestados por las autoridades iraníes por su participación en el documental persa de la BBC sobre el líder supremo Ali Khamenei. El ministro de inteligencia iraní acusó a los seis cineastas de "misiones antinacionales para el centro de operaciones psicológicas y secretas del servicio de inteligencia británico, también conocido como la BBC". Fue puesto en libertad en diciembre de 2011. En diciembre de 2012, This Is Not a Film fue preseleccionada como una de las 15 películas elegibles para Mejor Película Documental en la 85.ª edición de los Premios de la Academia.

## Filmografía
Director
- La historia de Khoramshahr (1997)
- Patria (1997)
- Estrellas (1997)
- Señora de las rosas (2008)
- Esto no es una película (2011)